# O Captain! My Captain!

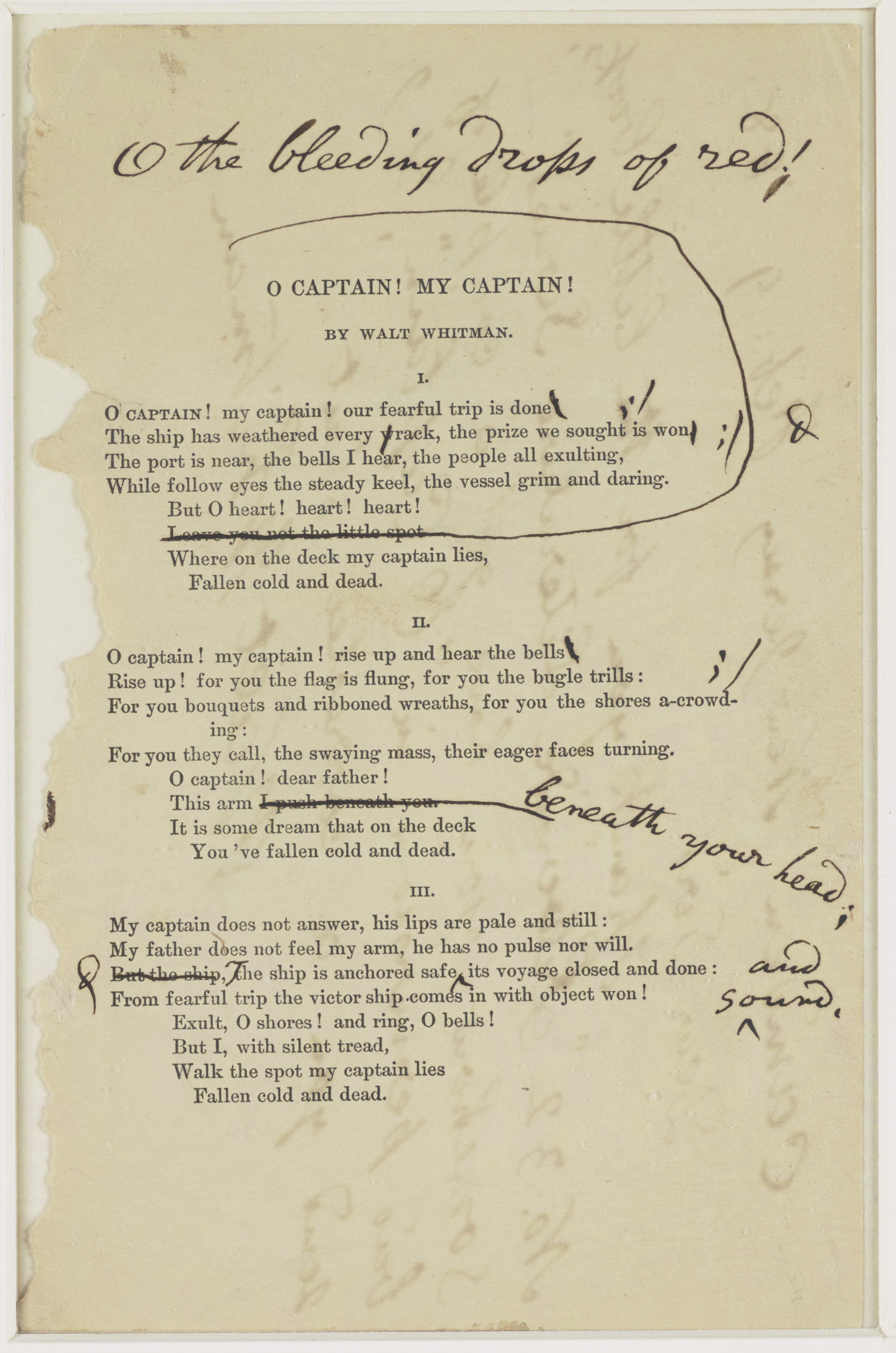
Whitman legte großen Wert auf die wortgetreue Verbreitung seines Gedichts. Das Bild zeigt eigenhändige Korrekturen Whitmans auf einer ausgerissenen Buchseite, die er dem Verleger für die folgende Auflage im Jahr 1888 zusandte.

O Captain! My Captain! ist ein Gedicht des amerikanischen Dichters Walt Whitman (1819–1892) aus dem Jahr 1865, das dem ermordeten Präsidenten Abraham Lincoln gewidmet ist. Es wurde zuerst in Whitmans Sammlung Sequel to Drum-Taps, das 18 Gedichte über den Amerikanischen Bürgerkrieg umfasst, aufgenommen. Darunter war noch eine Lincoln betreffende Elegie, When Lilacs Last in the Dooryard Bloom'd. Beide Gedichte fanden 1867 Aufnahme in die vierte Auflage von Whitmans umfassender Gedichtsammlung Leaves of Grass (Grashalme). O Captain! My Captain! ist das einzige Gedicht Whitmans, das zu seinen Lebzeiten in einer Anthologie veröffentlicht wurde.

## Text
O Captain! my Captain! our fearful trip is done;

The ship has weather’d every rack, the prize we sought is won;

The port  is near, the bells I hear, the people all exulting,

While follow eyes the steady keel, the vessel grim and daring:

 But O heart! heart! heart!

 O the bleeding drops of red,

 Where on the deck my Captain lies,

 Fallen cold and dead.

O Captain! my Captain! rise up and hear the bells;

Rise up—for you the flag  is flung—for you the bugle trills:

For you bouquets and ribbon’d wreaths—for you the shores a-crowding:

For you they call, the swaying mass, their eager faces turning;

 Here Captain! dear father!

 This arm beneath your head;

 It  is some dream that on the deck,

 You’ve fallen cold and dead.

My Captain does not answer, his lips are pale and still;

My father does not feel my arm, he has no pulse nor will;

The ship  is anchor’d safe and sound, its voyage closed and done;

From fearful trip, the victor ship, comes in with object won;

 Exult, O shores, and ring, O bells!

 But I, with mournful tread,

 Walk the deck my Captain lies,

 Fallen cold and dead.

## Historischer Hintergrund und Deutung
Walt Whitman schrieb das Gedicht, das erstmals im November 1865 veröffentlicht wurde, unter dem Eindruck der Ermordung Abraham Lincolns am 15. April 1865. Zu diesem Zeitpunkt war der Sieg der Nordstaaten im amerikanischen Bürgerkrieg bereits absehbar, auch wenn sich die Kapitulation aller Truppen des Südens noch bis zum 23. Juni 1865 hinzog. In dieser Situation wirkte der Tod des Präsidenten wie ein Schock.
Das Gedicht beschreibt die Rückkehr eines Schiffes nach einer siegreichen Schlacht. Auf den Planken des Oberdecks liegt der im Kampf gefallene Kapitän. Die geschilderte Situation ist zwiespältig: Einerseits ist der Krieg gewonnen; am Ufer stehen die Menschen dicht gedrängt, um das siegreiche Schiff und seinen Kapitän zu begrüßen. Die verheißungsvolle Perspektive wird mit „Aber Herz, Herz, Herz! ...“ in der zweiten Hälfte der ersten Strophe kontrastiert und geht von der Siegesfeier in die Totenklage über. Im weiteren Verlauf des Textes tritt der alle und alles verbindende Sieg fast völlig hinter das Leid und den Schmerz des Verlustes zurück.
Der gewonnene Krieg – „… our fearful trip is done“ – verweist auf den Sieg der Union über die Konföderierten; das Schiff steht für die Nordstaaten und im weiteren Sinne für die US-amerikanische Nation, die mit dem Tod des Captains, des Präsidenten Abraham Lincoln, ihren  Führer verloren hat. Schon zu Lebzeiten Lincolns wurde dieser – insbesondere von der afroamerikanischen Bevölkerung – als „Moses“ bzw. als „Father Abraham“ bezeichnet. Mit der Metapher des heimkehrenden, seinen toten Kapitän tragenden Schiffes knüpft Whitman an das biblische Thema des Buches Exodus an, in dem Moses das bedrängte Volk Israel aus der ägyptischen Gefangenschaft in das gelobte Land führt. Wie in der biblischen Vorlage setzt sich der Führer für die Zielerreichung mit Geduld, Geschick, Nachdruck und Willenskraft ein; er opfert sich selbst. Ihm ist bestimmt, das gelobte Land, in Whitmans Gedicht die geeinte und friedliche Nation, zu sehen; jedoch dennoch nicht zu erreichen. Zugleich greift Whitman mit diesem Bild einen Passus der Gettysburg Address des Präsidenten vom 19. November 1863 auf – „We have come to dedicate a portion of that field, as a final resting place for those who here gave their lives that that nation might live“. Neben Leid und Trauer des Mitkämpfers um den toten Kapitän – „But I, with mournful / tread, / …“ – verbleibt mit „Exult, O shores / and ring, O bells!“ die Vision eines friedlichen demokratischen Gemeinwesens.

## Rezeption
In dem Spielfilm Der Club der toten Dichter von Peter Weir aus dem Jahr 1989 wird mehrfach auf das Gedicht verwiesen, darin ist es die ehrerbietige Anrede der Schüler des Clubs für den beliebten Englischlehrer John Keating, gespielt von Robin Williams. Nach dem Tod von Robin Williams am 11. August 2014 wurde die Titelzeile des Gedichtes gemeinsam mit der Auf-dem-Tisch-stehen-Szene aus dem Film zu einem weltweiten Symbol für den Respekt vor dem beliebten Schauspieler und die Trauer um ihn.
Auch in Words & Pictures – In der Liebe und in der Kunst ist alles erlaubt von Fred Schepisi (2013) wird diese Anrede für den unkonventionellen Englisch-Lehrer Jack Marcus, gespielt von Clive Owen verwendet.
In Oliver Stones fünfteiliger Miniserie Wild Palms aus dem Jahr 1993 wird das Gedicht gebetsartig von den „Freunden“ rezitiert und von der Menge skandiert, nachdem das Regime der „Väter“ gestürzt wurde.  
Kurt Weill vertonte das Gedicht Anfang der 1940er Jahre in seiner Sammlung „Four Walt Whitman Songs“ für Singstimme und Klavier.